# Костшин (Мазовецьке воєводство)
Костшин (пол. Kostrzyn) — село в Польщі, у гміні Висьмежиці Білобжезького повіту Мазовецького воєводства.
Населення — 260 осіб (2011).
У 1975-1998 роках село належало до Радомського воєводства.

## Демографія
Демографічна структура станом на 31 березня 2011 року:
|          | Загалом | Допрацездатний вік | Працездатний вік | Постпрацездатний вік |
| -------- | ------- | ------------------ | ---------------- | -------------------- |
| Чоловіки | 136     | 32                 | 88               | 16                   |
| Жінки    | 124     | 21                 | 64               | 39                   |
| Разом    | 260     | 53                 | 152              | 55                   |